# Тајемница Статуетки
Тајемница Статуетки је авантуристичка игра из 1993, коју је развио и објавио Метрополис Софтвер Хаус за компјутере засноване на ДОС-у. Ово је прва авантуристичка игра у Пољској. Радња игре се врти око новинског агента Интерпола Џона Полака, који покушава да открије мистерију везану за крађу разних антиквитета широм света.
Упркос чињеници да је пиратерија била широко распрострањена у Пољској, игра је продата у 4—6.000 примерака по пуштању и постала веома популарна у земљи. Тајемница Статуетки је похваљена због своје завере и постала је културна прекретница која је помогла промоцију и легитимизацију пољске индустрије видео игрица, упркос мањим критикама на рачун механике игре и аудиовизуелног дизајна. 